# Eket (Svezia)
Eket è un'area urbana della Svezia situata nel comune di Örkelljunga, contea di Scania.
La popolazione rilevata nel censimento 2010 era di 409 abitanti .